# 矢島里佳
矢島 里佳（やじま りか、1988年7月24日 - ）は、日本の実業家。職人の技術と地方の魅力に惹かれ、19歳の頃から日本の伝統文化・産業の情報発信の仕事を始める。「21世紀の子どもたちに、日本の伝統をつなげたい」という想いから、2011年、慶應義塾大学法学部政治学科卒業と同時に株式会社和えるを設立。
幼少期から職人の手仕事に触れられる環境を創出するべく、子どもたちの日常品を日本全国の職人と共につくる“0から6歳の伝統ブランドaeru”を立ち上げる。また、職人の技術を用いたオリジナル商品・イベント企画、講演会やセミナー講師、雑誌の連載、書籍出版など、和のコンシェルジュとして幅広く活躍している。

## 来歴
- 1988年 - 東京都目黒区生まれ[1]
- 2001年 - 専修大学松戸中学校入学[2]
- 2007年 - 専修大学松戸高等学校3年次在学中にTVチャンピオン2「なでしこ礼儀作法王選手権」優勝[3]
- 2009年 - ふくいブランド大使就任
- 2009年 - 徳島活性化コンテスト - 奨励賞受賞
- 2009年 - 2009キャンパスベンチャーグランプリ 東京産業人クラブ賞受賞[4]
- 2010年 - 学生起業家選手権 優勝[5]
- 2010年 - 日本・中国青年親善交流事業派遣団員に選出・日本代表青年として中国へ渡航（内閣府）[6]
- 2011年 - 週刊朝日『なでしこりかの至福の一品』連載（朝日新聞出版）
- 2011年 - 学生起業家輩出プロジェクト「K-POWERS Business Brain」学生審査最優秀賞受賞[7]
- 2011年 - 第4回鯖江地域活性化プランコンテスト - 優勝、オーディエンス賞のダブル受賞[8]
- 2011年 - 慶應義塾大学大学院政策・メディア研究科 修士課程在学中に起業 株式会社和える設立
- 2013年 - 慶應義塾大学大学院政策・メディア研究科 修士課程修了
- 2015年6月22日 - 日本政策投資銀行（DBJ）主催　第4回女性新ビジネスプランコンペティション、グランプリ(女性起業大賞)[9]
- 2015年11月7日 - 京都にaeru gojoをオープン

## 出演
- TVチャンピオン2 2007年 テレビ東京 なでしこ礼儀作法王選手権優勝
- 夢の扉+ TBSテレビ 2013年8月18日放送[10]
- スッキリ!! 日本テレビ　2014年5月23日/6月18日/9月15日放送
- 未来シアター 日本テレビ　2014年7月25日放送
- Kyobiz X　（KBS京都）　2016年度より2ヶ月に1回程度コメンテーターとして出演
- ARTISAN'S TALK　（FM京都　α-STATION）　2017年4月～　パーソナリティー

## 受賞
- 2009年 徳島活性化コンテスト 奨励賞
- 2009年 キャンパスベンチャーグランプリ 東京産業人クラブ賞
- 2011年 第4回鯖江地域活性化プランコンテスト 優勝/オーディエンス賞（ダブル受賞）
- 2011年 学生起業家輩出プロジェクト「K-POWERS Business Brain」学生審査最優秀賞
- 2015年6月22日　日本政策投資銀行（DBJ）主催　第4回女性新ビジネスプランコンペティション、グランプリ(女性起業大賞)

## 書籍
- 2008年3月21日　『やばい!戦略的AO入試マニュアル』(ゴマブックス)
- 2008年6月18日　『AO(FIT)入試で慶応大学法学部に合格する!! 』(エール出版社)
- 2011年4月28日　『その常識もしかして非常識?!　自分を魅せる本当のマナー』(高陵社書店)
- 2014年7月17日　『和える-aeru-』(早川書房)

2017年5月 『やりがいから考える自分らしい働き方』（キノブックス）